# Gru i Minionki: Pod przykrywką
Gru i Minionki: Pod przykrywką (ang. Despicable Me 4) – amerykański film animowany z 2024 roku. Czwarty, po Jak ukraść księżyc z 2010 roku, Minionki rozrabiają z 2013 i Gru, Dru i Minionki z 2017, film z serii Despicable Me. Wyprodukowany przez Universal Pictures i Illumination i dystrybuowany przez Universal. Film jest wyreżyserowany przez Chrisa Renauda, a wyprodukowany przez Chrisa Meledandriego.

## Fabuła
Gru, Lucy, Margo, Edith i Agnes witają nowego członka rodziny, Gru Juniora, który zamierza dręczyć swojego ojca. Gru stawia czoła nowemu nemezis w postaci Maxime Le Mal i jego dziewczyny Valentiny, a rodzina jest zmuszona do ucieczki.

## Obsada
| Rola           | Aktor głosowy    |
| -------------- | ---------------- |
| Felonius Gru   | Steve Carell     |
| Lucy Wilde     | Kristen Wiig     |
| Maxime Le Mal  | Will Ferrell     |
| Poppy Prescott | Joey King        |
| Valentina      | Sofía Vergara    |
| Margo          | Miranda Cosgrove |
| Edith          | Dana Gaier       |
| Agnes          | Madison Polan    |
| Minionki       | Pierre Coffin    |

## Premiera
Film Gru i Minionki: Pod przykrywką miał premierę w kinie w Lincoln Center 9 czerwca 2024. Film trafił do kin w Stanach Zjednoczonych trzeciego lipca, a w Polsce piątego.

## Odbiór
W serwisie Rotten Tomatoes 54% ze 145 recenzji zostało uznane za pozytywne. W serwisie Metacritic  średnia 35 recenzji ocen wynosi 52/100. Widzowie ankietowani przez CinemaScore przyznali filmowi ocenę „A”.
Przez tydzień po premierze film zarobił łącznie 292,5 mln dolarów, z czego 75 mln w weekend.